# Huernia longii
Huernia longii är en oleanderväxtart som beskrevs av Neville Stuart Pillans. Huernia longii ingår i släktet Huernia och familjen oleanderväxter. Inga underarter finns listade i Catalogue of Life.